# Винјард Хејвен (Масачусетс)
Винјард Хејвен (енгл. Vineyard Haven) насељено је место без административног статуса у америчкој савезној држави Масачусетс.

## Демографија
По попису из 2010. године број становника је 2.114, што је 66 (3,2%) становника више него 2000. године.
| Група             | 2000.         | 2010.         |
| Белци             | 1.810 (88,4%) | 1.792 (84,8%) |
| Афроамериканци    | 66 (3,2%)     | 78 (3,7%)     |
| Азијати           | 4 (0,2%)      | 9 (0,4%)      |
| Хиспаноамериканци | 13 (0,6%)     | 58 (2,7%)     |
| Укупно            | 2.048         | 2.114         |